# Kantos Hyperionu
Kantos Hyperionu (anglicky Hyperion Cantos) je nejznámější dílo amerického spisovatele Dana Simmonse, za nějž byl oceněn mnohými cenami. Je to science-fiction román rozdělený do čtyř dílů. Cyklus je inspirován básněmi Johna Keatse, na něž je v textu řada odkazů.

## Jednotlivé knihy
- 1. Hyperion (1989)
- 2. Pád Hyperionu (1990)
- 3. Endymion (1997)
- 4. Vzestup Endymionu (1999)

## Prostředí prvních dvou dílů
Hyperion se odehrává v 28. století, v době, kdy lidstvo již dávno zničilo Zemi a jeho jednotlivé národy obsadily jiné planety a vytvořily tak nové kultury. 

### Svět 28. století
Hlavním centrem celého „světa“ je planeta Tau Ceti Centrum, kde sídlí kancléřka i všechny instituce Hegemonie člověka, meziplanetární federativní organizace sdružující více než 100 planet. Ty jsou propojené tzv. Branami – supersložitým technickým zařízením, umožňujícím komukoliv cestovat pouhým jejím projitím na jakoukoliv planetu Sítě (Síť tvoří planety Hegemonie a některé jí přidružené). Bohatí lidé si dokonce staví domy propojené Branami, které se nacházejí na několika planetách. Hlavními komunikacemi jsou řeka Tethys, která protéká díky síti veřejných bran přes desítky světů, a Promenáda, která je její obdobou, mající podobu ulice. 
Vedle Hegemonie, pod jejíž vládou žijí stamiliardy lidí existují ještě tzv. Vyvrženci, s nimiž Hegemonie vede již léta vleklou válku. Je to společenství lidí, které se přizpůsobilo kosmu, opustilo planety a žije na asteriodech a umělých městech v kosmu. Z pohledu Hegemonie to nejsou lidé ale zrůdy, které musí být zničeny. Přesto mnoho obyvatel Hegemonie s vyvrženci sympatizuje. 
Samostatnou entitou je Technojádro - společenství strojů, které sleduje své vlastní cíle a ne vždy spolupracuje s Hegemonií. Technojádro má ohromný podíl na technologickém vybavení Hegemonie, a to včetně technologie Bran.

### Planeta Hyperion
Ústřední planetou celého příběhu je planeta Hyperion, která se nachází na okraji známého kolonizovaného vesmíru. Na třech kontinentech Hyperionu žije přibližně 4-5 milionů lidí a má o jednu pětinu nižší gravitaci než Země. Planeta nepatří do Hegemonie člověka, ale ta se o ní zajímá kvůli několika podivnostem. Nacházejí se zde totiž tzv. Hrobky času – zvláštní struktury, obklopené tzv. antientropickými poli. Věda Hegemonie nedokáže rozluštit technologii těchto staveb, které záhadným způsobem cestují časem nazpět. V jejich blízkosti se vyskytuje i Štír – tajemná postava, kterou někteří proklínají a někteří uctívají, která způsobuje lidem bolest (od toho pochází jeho přezdívka Pán Bolesti). Kromě toho je Hyperion ještě planetou labyrintů – v útrobách planety se nacházejí ohromné podzemí labyrinty s hladkými stěnami čtvercového průřezu, neznámého účelu.

### Hrdinové
Hlavní hrdinové Hyperionu a později i Pádu Hyperionu jsou Konzul Hegemonie, voják Fedhman Kassad, pravý hlas stromu (kapitán stromolodi Yggdrasil) řádu templářů Het Masteen, žid Sol Weintraub, detektivka Brawne Lamia, katolický kněz Lenar Hoyt a básník Martin Silenus. Všichni se vydávají na Hyperion rozluštit záhady této planety, které se dotkly jejich životů.

### Náboženství
Většina obyvatel Hegemonie 28. století vyznává Zenový gnosticismus, který se vyvinul tak, aby nalezl odpovědi na jejich otázky, není ale žádnou radikální vírou. Jako malá církev existuje i Římskokatolická církev, Judaismus a Islám, na planetě Hyperion je zastoupena i Církev Štíra, která uctívá již zmíněnou postavu, nazývanou Pán Bolesti.

## Příběh posledních dvou dílů
Endymion a Vzestup Endymionu se odehrává 272 let po předchozích dvou dílech. 

### Svět 31. století
V známém vesmíru došlo k ohromným změnám, které vedly k totální přestavbě společnosti. Válka mezi Hegemonií a Vyvrženci ještě před hlavní bitvou, která měla být právě v systému Hyperionu neproběhla; Hegemonie naopak ukončila v jednom okamžiku ze strachu před rostoucím vlivem Technojádra provoz Bran, čímž však způsobila zánik sebe sama a začala novou dobu temna. Po době anarchie se ustanovila nová vláda – stala se jí kdysi nevýznamná Katolická církev, se sídlem na planetě Pacem. 
Organizaci, které vládne, se říká v době 31. století Pax (z latinského výrazu pro mír). Díky technojádru má, stejně jako její předchůdkyně, technologie, díky nimž dokáže ovládat celou společnost. Nedisponuje sice branami, ale tzv. kruciformem – parazitem ve tvaru kříže, který je schopen oživovat mrtvé. Každý občan Paxu ho má umístěný na těle a de facto je tedy nesmrtelný. Hlavou Paxu je papež; v době, kdy se odehrává Vzestup Endymionu, je jím Urban XVI.

### Hrdinové
Hlavní hrdinkou příběhu je Aenea, dívka, která má postavení spasitele a je zamilovaná do dalšího hrdiny, Raula Endymiona, dezertéra armády Paxu. Je dcerou detektiva Brawne Lamii. Pár doprovází také android A. Bettik. Proti nim všem stojí Pax v čele s kapitánem lodi Paxu Federico DeSoya. Další významnou postavou je také kybrid Johna Keatse, který byl spojený s myslí všech poutníků z 28. století.

#### Rachel
Rachel se stala známá tím, že trpěla tzv. Merlinovou nemocí. Je dcerou jednoho ze sedmi poutníků, Sola Weintrauba.
Rachel se brzy projevila jako velmi nadějná studentka, studovala univerzity na několika planetách. Merlinovou nemocí se nakazila na planetě Hyperion když jí bylo 26 let při archeologickém průzkumu Hrobek Času, obklopených anti-entropickými poli a cestujícími časem nazpět. 
Nemoc, kterou se nakazila, způsobovala každý den poté, kdy Rachel usnula, její omládnutí o den a ztrátu paměti. Nedokázala ji vyléčit či pochopit ani lékařská věda 28. století s předními odborníky celé Hegemonie Člověka. 
Jak děvčátko postupně mládlo, její otec byl nakonec donucen zjistit příčinu nemoci sám. Od okamžiku, kdy se jeho dcera nakazila, se Solovi zdál pokaždé sen, kdy k němu někdo promlouvá a přikazuje mu, aby Rachel obětoval Štírovi. Nakonec se tak vydal spolu s šesti dalšími poutníky k Hrobkám Času, kam Rachel přinesl jako nemluvně a splnil tak, co mu bylo ve snu řečeno.